# Stanisław Marusarz
Stanisław Marusarz, poljski smučarski skakalec, smučarski tekač, nordijski kombinatorec * 18. junij 1913, + Zakopane, Poljska, † 29. oktober 1993, Zakopane, Poljska.
Stanisław Marusarz je leta 1935 na mednarodnem tekmovanju na Bloudkovi velikanki v Planici z 95 metri postavil svetovni rekord. Na svetovnem prvenstvu v Lahtiju 1938 je na veliki skakalnici osvojil srebrno medaljo. V letih 1932, 1936, 1948 in 1952 je nastopil na štirih zimskih olimpijskih igrah v treh zličnih disciplinah: smučarski skoki, smučarskem tek in nordijska kombinacija.
Ko je Nemčija leta 1939 napadla Poljsko, se je pridružil domači vojski in se z njo do vse leta 1940 ko so ga zajeli in obsodili na smrt, boril za neodvisnost Poljske. Ampak na srečo je uspel pobegniti iz nemškega zapora, ter prebežal na Madžarsko, kjer je tudi ostal vse do konca 2. svetovna vojna.

## Zimske olimpijske igre

### Smučarski skoki
| Uvrstitev  | Leto | Kraj                   | Skakalnica |
| ---------- | ---- | ---------------------- | ---------- |
| 17. mesto  | 1932 | Lake Placid            | srednja    |
| 5. mesto   | 1936 | Garmisch-Partenkirchen | srednja    |
| 27. mesto  | 1948 | St. Moritz             | srednja    |
| 27T. mesto | 1952 | Oslo                   | srednja    |

### Nordijska kombinacija
| Uvrstitev | Leto | Kraj                   |
| --------- | ---- | ---------------------- |
| 27. mesto | 1932 | Lake Placid            |
| 7T. mesto | 1936 | Garmisch-Partenkirchen |

### Smučarski tek
| Uvrstitev | Leto | Kraj        | Disciplina     |
| --------- | ---- | ----------- | -------------- |
| 27. mesto | 1932 | Lake Placid | 18 km klasično |